# Tony Carreira
Tony Carreira, nome artístico de António Manuel Mateus Antunes (Cabril, 30 de dezembro de 1963), é um cantor português.

## Biografia e carreira
O nome artístico Tony Carreira foi escolhido em 1988, numa sessão de gravação em estúdio do seu primeiro disco, pelo seu produtor, o francês Patrick Oliver. Nesse ano tinha participado no Prémio Nacional de Música, na Figueira da Foz, com a canção "Uma Noite A teu Lado", onde foi uma das oito canções selecionadas, com vista a escolher uma para o Festival RTP da Canção desse ano. Foi editado pela editora Transmédia o single com as canções "Uma Noite A teu Lado". Grava novo single com as faixas "Uma Flor Vai Ficar" e "Aprender A Viver não custa. O que custa é saber viver" em 1989.
Assinou contrato discográfico, em 1990, com a Discossete, por três anos. O primeiro disco para essa editora foi gravado em 1991, com o título É Verão Portugal. Uma das canções do disco, dedicada ao seu primeiro filho, chamava-se "Meu Herói Pequeno". O tema passou muitas vezes na rádio, atraindo a atenção do apresentador Carlos Ribeiro e tornando-se um grande sucesso.
Gravou novo disco em 1992, com o nome Canta Canta Portugal, sem assinalável sucesso, o que conduziu ao fim do contrato com a editora.
Celebrou contrato com a editora Espacial em 1993. Gravou o disco Português de Alma e Coração. Umas das canções do álbum era "A Minha Guitarra", tendo obtido um grande êxito, que permitiria a este trabalho chegar a disco de ouro. Nesse mesmo ano, conheceu Dino Meira. A este popular cantor dedicou a canção "Adeus Amigo", editada no ano seguinte, após o seu desaparecimento.
A canção "Ai Destino", gravada em 1995, tornou-se um êxito estrondoso e marcou definitivamente o estilo romântico que caracteriza a sua obra.
Mais um disco de platina em 1995, com o álbum Adeus Até Um Dia. Participou também, nesse ano, na gravação do disco Mãe Querida, no qual participam muitos outros cantores da editora.
No ano seguinte, 1997, editou novo álbum: Coração Perdido. Foi gravado um vídeo (da canção "Sonhos de Menino") na sua terra natal, Armadouro. Um ano volvido e novo álbum, "Sonhador, Sonhador" onde podemos encontrar êxitos como Coração Perdido, Sonhos de Menino e Minha Velha Guitarra, completando-se o ciclo dos primeiros 10 anos de carreira.
O ano de 1999 trouxe uma viragem à sua carreira. Editou o álbum Dois Corações Sozinhos, que incluiu canções como "Depois de Ti (Mais Nada)", "Dois Corações Sozinhos" e "Quando eras Minha". Foi disco de ouro. Recebeu o prémio da TVI para melhor cantor masculino e para a melhor canção romântica.
Foi em Janeiro de 2000 que se consagrou nos palcos de Paris. O seu espectáculo foi gravado, dando origem à edição do álbum "Ao vivo no Olympia", que viria a obter tripla platina. Manteve-se nas listas dos discos mais vendidos durante 54 semanas, 37 das quais em primeiro lugar.
Em 2001, um ano mais tarde, Tony voltou ao palco do Olympia, mais uma vez com grande sucesso. 2002 trouxe o cantor a um emocionante concerto no Coliseu de Lisboa. Editou "Cantor de Sonhos".
Celebrou 15 anos de carreira em 2003 com um concerto no Pavilhão Atlântico, em Lisboa. O concerto foi gravado em CD e DVD, com o nome 15 anos de Canções - Ao Vivo No Pavilhão Atlântico, tornando-se quádrupla platina.
Em Dezembro de 2006 foi lançado o álbum A Vida Que Eu Escolhi. Este álbum obteve um grande sucesso, chegando à dupla platina em pré-venda e mais tarde à quádrupla platina.
No âmbito da celebração dos seus 20 anos de carreira, apresentou-se ao público, em Março de 2008, para dois concertos no Pavilhão Atlântico, ambos com lotação esgotada, em 2 dias consecutivos.
Ainda em 2008, lançou um novo disco, intitulado O Homem Que Sou, que se viria a revelar um sucesso, tendo atingido o primeiro lugar nas tabelas de vendas discográficas portuguesas.
Em 2010 é editado o álbum O Mesmo de Sempre. Em Dezembro de 2012 é lançado o disco "Essencial" que servirá para comemorar os 25 anos de carreira.
Em fevereiro de 2014 lança Nos fiançailles, France/Portugal, apenas para os mercados francófonos, onde cantou acompanhado de cantores franceses como Natasha St-Pier, Vincent Niclo, Gérard Lenorman, Michel Sardou, Dany Brillant, Serge Lama, Anggun, Didier Barbelivien, Lisa Angell e Hélène Ségara.
O álbum "Sempre" foi lançado no dia 15 de Dezembro de 2014. " Não Te vou mentir" aparece na banda sonora da telenovela Jardins Proibidos da TVI.
Depois de ter editado o álbum “Nos fiançailles, France/Portugal” Tony Carreira já prepara um novo disco para ser lançado no mercado Francês.
“Mon Fado” é o disco que o cantor romântico gravou em 2016. Neste trabalho discográfico Tony Carreira colabora com Serge Lama, Gioacchino, Jacques Veneruso e também com o celebre autor e compositor de fado, Jorge Fernando. “Mon Fado” é um disco que revisitou, na voz de Tony Carreira e com uma nova roupagem grande êxitos como “Canção do Mar”, “Casa Portuguesa”, “Avril au Portugal”, “Sodade”, entre outros temas, para além de que irá incluir três temas inéditos. inclui a nova música em português Para Poder Amar-te.
Em 2018, lançou um livro intitulado O homem que sou.
Em 18 de fevereiro de 2023, Tony fez o último show ao vivo do ano na França.
Em 2024 estreia-se na apresentação, com o programa Tony e Amigos, para a V+TVI.

### Acusação de plágio
A 13 de setembro de 2017 é acusado pelo Ministério Público de plágio de 11 músicas. Depois de vários sites durante anos exporem diversas parecenças entre êxitos de Tony Carreira e músicas de autores Franceses e Sul Americanos, uma queixa faz com que o Ministério Público acuse o cantor conjuntamente com Ricardo Landum dos crimes de usurpação e contrafacção. Segundo notícias publicadas em diversos órgãos de comunicação social nacionais, o Ministério Público, face a uma acusação em 13 temas musicais e após realização de perícia em cada tema, aceitou uma queixa da Companhia Nacional da Música (CNM) contra Tony Carreira em 11 temas musicais. Com base na acusação formulada pela CNM ao Ministério Público, alguns dos principais êxitos do cantor Tony Carreira terão sido "copiados" de êxitos de outros artistas internacionais como Fédéric François, Roch Voisine, Jean-Jacques Goldman, Lara Fabien, David Charvet, Rudy Pérez ou Enrique Macias. Ao todo, segundo o Ministério Público, o cantor foi acusado de 11 crimes de usurpação e 11 crimes de contrafacção nos seguintes temas musicais:
- «Ai Destino, Ai Destino» (1995): Zingarella, Enrico Macias (1988);
- «Sonhos de Menino» (1997): L'Idiot, Hervé Vilard (1981);
- «Adeus Até Um Dia» (1996): Tzigane, Frédéric François (1993);
- «Depois de ti (Mais Nada) (1999): Después de ti(que), Rudy Pérez (1997);
- «O anjo que eu era» (1998): Regarde Toi, David Charvet (1997);
- «Leva-me ao Céu» (1998): Suddenly You Love Me, The Tremeloes (1968);
- «Por ti» (2000): Je t'aime, Lara Fabian (1996);
- «Já que te vais?» (2001): Puisque tu pars, Jean-Jacques Goldman (1987);
- «Se acordo e tu não estás» (2000): Me muero, Pimpinella (1998);
- «Esta falta de ti» (2004): Toi qui manques à ma vie, Natasha St Pier (2001);
- «Porque é que vens» (2008): Ne viens pas, Roch Voisine (2005);

Também o compositor Ricardo Landum foi constituído arguido no mesmo processo. Segundo a acusação do Ministério Público «os arguidos aproveitam a matriz de obras alheias, utilizando a mesma estrutura, melodia, harmonia, ritmo e orquestração e, por vezes, a própria letra de obras estrangeiras que traduzem, obtendo um trabalho que não é mais do que uma reprodução parcial do original».
Após ser conhecida a acusação, Tony Carreira classificou a queixa de «sem fundamento», a qual não representa qualquer autor ou artista envolvido nas obras em causa.
Em 2018, o cantor fez um acordo com o Ministério Público, suspendendo o processo de plágio nos tribunais. Para tal, Tony Carreira doou 10 000 euros à Câmara Municipal da Pampilhosa da Serra e 10 000 euros à Associação de Apoio às Vítimas de Pedrogão Grande. Já Ricardo Landum pagou 2000 euros a uma instituição particular de solidariedade social à sua escolha.

## Popularidade e condecorações
Muito popular entre as comunidades portuguesas de emigrantes em França e também em Portugal. Em 2016, Tony Carreira foi condecorado pelo governo francês com a medalha de Cavaleiro da Ordem das Artes e das Letras.
A 25 de julho de 2024, foi agraciado com o grau de Comendador da Ordem do Infante D. Henrique.

## Discografia

### Álbuns de estúdio
- 1991 É Verão Portugal (Discossete)
- 1992 Canta Canta Portugal (Discossete)
- 1993 Português De Alma E Coração (Espacial)
- 1994 Adeus Amigo (Espacial)
- 1995 Ai Destino (Espacial)
- 1996 Adeus Até Um Dia (Espacial)
- 1997 Coração Perdido (Espacial)
- 1998 Sonhador, Sonhador (Espacial)
- 1999 Dois Corações Sozinhos (Espacial)
- 2001 Cantor de Sonhos (Espacial)
- 2002 Passionita Lolita (POMME)
- 2004 Vagabundo Por Amor (Espacial)
- 2006 A Vida Que Eu Escolhi (Espacial)
- 2008 O Homem Que Sou (Farol Música)
- 2010 O Mesmo de Sempre ( Farol)
- 2014 Nos fiançailles France/Portugal (Sony Music Smart)
- 2014 Sempre ( Farol)
- 2016 Mon fado (Sony Music Smart)
- 2017 Sempre Mais (Sony Music Portugal)
- 2017 Le Coeur Des Femmes (Sony Music France et Smart)
- 2021 Recomeçar

### Compilações
- 2008 Best Of 20 Anos de Canções (Espacial)
- 2010 Reste (Pomme Music)
- 2011 Best Of 20 Anos de Canções Vol. 2 (Espacial)
- 2012 Essencial (Farol)

### Álbuns ao vivo
- 2000 Ao Vivo No Olympia (Espacial)
  - Extras: 4 temas inéditos de estúdio:,,"Quem era eu sem ti", Eras tu (a metade de mim)","Se acordo e tu não estás" e "Por ti (tudo faria outra vez)"
- 2003 15 anos de Canções - Ao Vivo No Pavilhão Atlântico (Espacial)
  - Extras: 4 temas inéditos de estúdio:,"Quem esqueceu não chora", Tu levaste a minha vida","Tudo em mim" e "Com a escola da vida"

- 2006 Ao Vivo No Coliseu (Espacial)
  - Extras: 2 temas inéditos de estúdio: "Mesmo que seja mentira" e "É melhor (dizer adeus)" temas que vieram a ser editados no CD "A vida que eu escolhi" lançado no mesmo ano.

- 2013 Tony Carreira 25 Anos (Farol)
  - Extras:3 inéditos de estúdio ("Mais que um irmão", "Foi a nossa história" e "Não queiras voltar p'ra mim") e o documentário "Sonhos de Menino".
- 2018 As Canções das nossas vidas - Acústico (Sony Music Portugal et Regi-concerto lda)
  - Extras: 3 inéditos de estúdio (" Cosas del amor "," Nunca mais "e "Nesse dia" )

## Vida pessoal
O cantor é pai de três filhos: Mickael (nascido em 1986), David (nascido em 1991) e Sara (nascida em 1999 e falecida em 2020). Os três filhos seguiram as pisadas do pai como músicos e, no caso de David, juntando carreiras na moda e representação. Sara foi uma das cantoras de "Martin et les fées: Un conte féérique en chansons", disco que reúne músicas baseadas no conto francês homónimo e que conta ainda com a participação de, entre outros, Gad Elmaleh, ex-namorado da princesa Charlotte do Mónaco.
Em agosto de 2014, separou-se da mulher, Fernanda Antunes, mãe dos seus três filhos. Casados desde 1985, o divórcio só se efetivou em 2019, após a divisão da fortuna de 10 milhões de euros em moradias, apartamentos e carros de luxo.
A 5 de dezembro de 2020, a cantora Sara Carreira, filha de Tony Carreira, morre num acidente de viação em Santarém, na autoestrada A1, com 21 anos.
A 2 de maio de 2021, o dia das Mães em Portugal, Tony Carreira anuncia oficialmente nas redes sociais a fundação de uma associação em memória da sua filha, a Associação Sara Carreira com o apoio da sua ex-mulher, Fernanda e dos seus dois filhos, Mickael e David. O objetivo é conceder bolsas de estudo a crianças carentes para que possam realizar seus sonhos.